# BoyNextDoor
BOYNEXTDOOR (кор. 보이넥스트도어) — южнокорейский бой-бэнд, сформированный в 2023 году KOZ Entertainment. Группа состоит из шести участников: Сонхо, Риу, Джехён, Тэсан, Лихан и Унхак. Дебют состоялся 30 мая 2023 года с сингловым альбомом Who!.

## История

### 2023: Дебют
8 мая 2023 года KOZ Entertainment объявили, что Boynextdoor дебютируют с сингловым альбомом Who!. 23 мая вышел сингл «But I Like You», за которым 26 мая последовал «One and Only». Группа отметила свой дебют 30 мая вместе с выходом заглавного трека «Serenade».
30 сентября 2023 года состоялся выход первого мини-альбома Why.. с заглавной песней «But Sometimes».

### 2024:How?и19,99
15 апреля 2024 группа вернулась со вторым мини-альбомом How? с заглавным треком «Earth, Wind & Fire».
10 июля 2024 года Boynextdoor дебютировали в Японии с сингловым альбомом And, в который вошли японские переиздания прошлых песен группы и новым синглом «Good Day». Группа была представлена на выставке K-pop в Музее Грэмми в Лос-Анджелесе вместе с 78 другими артистами лейбла Hybe с 2 августа по 15 сентября.
9 сентября 2024 года вышел первый студийный альбом 19,99 с двумя заглавными треками «Dangerous» и «Nice Guy».

### 2025: Растущая популярность, «If I Say, I Love You» иNo Genre
В декабре 2024 года Boynextdoor отправились в свой первый мировой тур Knock On Vol.1 Tour, начав с двух концертов на Inspire Arena в Инчхоне. Во время тура 6 января 2025 года группа выпустила свой первый цифровой сингл «If I Say, I Love You».
13 мая 2025 года группа выпустила свой четвёртый мини-альбом No Genre с заглавной песней «I Feel Good».

## Дискография
| Название | Детали | Пиковые позиции в чартах | Пиковые позиции в чартах | Пиковые позиции в чартах | Пиковые позиции в чартах | Продажи                         | Сертификация                     |
| Название | Детали | KOR                      | JPN                      | JPN Hot                  | US                       | Продажи                         | Сертификация                     |
| -------- | --- | ------------------------ | ------------------------ | ------------------------ | ------------------------ | ------------------------------- | -------------------------------- |
| Why..    | - Дата релиза: 4 сентября 2023 года - Лейбл: KOZ Entertainment - Форматы: CD, digital download, streaming | 3                        | 3                        | 3                        | 162                      | - KOR: 612,225 - JPN: 45,708    | - KMCA: 2× Platinum              |
| How?     | - Дата релиза: 15 апреля 2024 года - Лейбл: KOZ Entertainment - Форматы: CD, digital download, streaming  | 1                        | 1                        | 1                        | 93                       | - KOR: 881,768 - JPN: 83,748    | - KMCA: 2× Platinum              |
| 19.99    | - Дата релиза: 9 сентября 2024 года - Лейбл: KOZ Entertainment - Форматы: CD, digital download, streaming | 1                        | 1                        | 1                        | 40                       | - KOR: 1,089,834 - JPN: 155,708 | - KMCA: 3× Platinum - RIAJ: Gold |
| No Genre | - Дата релиза: 13 мая 2025 года - Лейбл: KOZ Entertainment - Форматы: CD, digital download, streaming     | 1                        | 1                        | 1                        | 62                       | - KOR: 1,368,582 - JPN: 195,126 |                                  |